# Najla Bouden Ramadan
Najla Bouden Ramḍān (in arabo نجلاء بودن رمضان‎?, naʒlā’ būdan ramḍān; Kairouan, 29 giugno 1958) è una politica tunisina, prima ministra della Tunisia dall'11 ottobre 2021 al 2 agosto 2023;
è la prima donna a ricoprire tale incarico in Tunisia e nel mondo arabo.. In precedenza nel 2011 aveva prestato incarico presso il ministero dell'istruzione superiore.

## Biografia
Nata nel 1958 a Kairouan, in Tunisia, Bouden Ramadan è una ingegnera di professione e una professoressa di istruzione superiore presso la Scuola Nazionale di Ingegneria di Tunisi all'Università di Tunisi El Manar, specializzata in geoscienze. Si laureò infatti nel 1983 nell'École Spéciale des Travaux Publics di Parigi.
Ha conseguito un dottorato di ricerca presso l'École nationale supérieure des mines de Paris in ingegneria sismica, dove ha studiato i rischi sismici a Tunisi. In anni precedenti, è stata anche connessa con il mondo della Trieste scientifica (ICTP).
Bouden Ramadan è stata capo dell'unità di gestione per obiettivi per l'attuazione del progetto di riforma dell'istruzione superiore nel Ministero dell'istruzione superiore e della ricerca scientifica dal 2016 fino al 29 settembre 2021, quando il presidente Kaïs Saïed le ha chiesto di formare e guidare un governo.

## Prima ministra della Tunisia
Il governo Bouden, in alternativa a quello di Hichem Mechichi, fatto finire da Saïed il 25 luglio 2021, è durato fino al 2 agosto 2023.
È la prima volta che la Tunisia, e tutto il mondo arabo, ha una donna come premier. Tuttavia, si teme che questa nomina sia solo una facciata per far centrare ancora di più il potere nelle mani di Saïed, dal momento che la premier in questo caso avrà meno potere rispetto al precedente premier

## Vita privata
È sposata con l'oftamologo Kamel Romdhane, da cui ha avuto due figli.
Suo padre Mohamed Bouden era un professore del Sadiki College e Preside del Lycée Alaoui. I suoi 4 fratelli sono tutti scienziati.